# Aspergillus fumaricus
Aspergillus fumaricus är en svampart som beskrevs av Wehm. Aspergillus fumaricus ingår i släktet Aspergillus och familjen Trichocomaceae.   Inga underarter finns listade i Catalogue of Life.